# Kerepin
Kerepin (griechisch Κερέπιν), oder Tzerepin (griechisch Τζερέπιν), war eine Siedlung östlich von Skoulli im Bezirk Paphos in der Republik Zypern. Heute sind von der Siedlung nur noch wenige Ruinen der Häuser übrig. Die Kirche Agios Andronikos ist bis heute erhalten.

## Geografie
Die Siedlung befand sich östlich von Skoulli, nahe dem Ufer des Flusses Crysochous bzw. Stavros tis Psoka, der aufgrund der ehemaligen Siedlung in der Region auch Tzerepias genannt wird.

## Geschichte
Die Siedlung wurde im 19. Jahrhundert aufgelöst. Der Grund dafür war laut Ioannis P. Tsiknopoulos die Angst vor den Zyperntürken der Dörfer Evretou, Trimithousa, Sarama, Kios, Melandra und Zacharia. Die damaligen etwa 80 Familien zogen daraufhin in die Dörfer Choli, Goudi, Giolou, Theletra, Stroumbi, Polemi und Steni um.
Die Kirche Agios Andronikos wurde laut einer Inschrift 1716 erbaut oder wieder aufgebaut. Eine Ikone der Jungfrau Maria war nach der Auflösung in das Dorf Giolou gebracht worden.
Die Verlassenheit und Verwüstung des Dorfes hinterließ bei den Bewohnern der umliegenden Dörfer sowie bei den Kerepiots selbst einen so tiefen Eindruck, dass sich die Redewendung „Wir werden Kerepin“ (griechisch Θα γίνουμεν Κερέπιν), was bedeutet, dass wir verlassen sein werden, durchsetzte.